# 黑尾擬雀鯛
黑尾擬雀鯛，為鱸形目鱸亞目擬雀鯛科的其中一種，為熱帶海水魚，分布於西太平洋斐濟及東加海域，深度0-10公尺，本魚體延長而側扁，頭部及身體深灰色至黑色，臀鰭基部至尾鰭黃色，背鰭硬棘3枚；背鰭軟條21-22枚；臀鰭硬棘3枚；臀鰭軟條12-14枚，體長可達4公分，棲息在珊瑚礁或岩礁區，生活習性不明。

## 擴展閱讀
維基物種上的相關：黑尾擬雀鯛